# August Burchard (Mediziner, 1845)
August Albert Burchard (* 10. Februar 1845 in Breslau; † 16. August 1932 in Hamburg) war ein deutscher Mediziner und Chirurg, Königlich Preußischer Sanitätsrat sowie Leiter und Chefarzt der Breslauer Armen-Heilanstalt für Augenkranke.

## Leben
August Albert Burchhard kam 1845 in Breslau zur Welt als Sohn des Arztes und Königlich Preußischen Sanitätsrates Leopold Burchard und dessen Ehefrau Bertha, geborene Krause. Der der evangelischen Konfession Angehörige durchlief er das Gymnasium St. Maria zu Breslau, an dem er zu Michaeli 1863 seine Reifeprüfung bestand. Anschließend studierte er vier Semester an der Universität Breslau, im 5. und 6. Semester jedoch in Würzburg an der medizinischen Fakultät der Julius-Maximilians-Universität.
Bedingt durch die Erklärungen des Preußisch-Deutschen Krieges musste Burchard im Juni 1866 sein Studium unterbrechen, um seiner Militärpflicht nachzukommen. Er wurde „[...] als einjähriger freiwilliger Unterarzt“ in die Preußische Armee eingezogen und diente als solcher während des Krieges in Neiße zunächst beim 18. Landwehrregiment, dann beim Ersatzbataillon des 62. Linienregiments. Anschließend konnte Burchard seine Studien im 7. und 8. Semester in Halle an der Vereinigten Friedrichs-Universität Halle-Wittenberg fortsetzen, an deren medizinischer Fakultät er am 23. Juli 1867 seine Dissertation ablegte zum Thema Verlauf des accessorius Willisii im vagus ...
Später übernahm August Burchard in der Nachfolge von Wilhelm Viol als Augen- und Chefarzt die Leitung des bereits seit 1852 von Viol geführten Heilanstalt für Augenkranke in der damaligen Ohlauerstraße 47, die vom Schlesischen Verein zur Unterstützung und Heilung armer Augenkranker unterhalten wurde und in der teilweise bis zu rund 3000 Augenkranke jährlich behandelt werden konnten.

## Schriften
- Verlauf des accessorius Willisii im vagus. Anatomisch microscopische Inaugural-Dissertation zur Erlangung der Doktorwürde in der Medizin und der Chirurgie vom 23. Juli 1867 an der medizinischen Fakultät der Vereinigten Friedrichs-Universität Halle-Wittenberg, Halle: Lipke (Druck), 1867; Vorschau über Google-Bücher

## Nachkommen und Stolpersteine in Hamburg

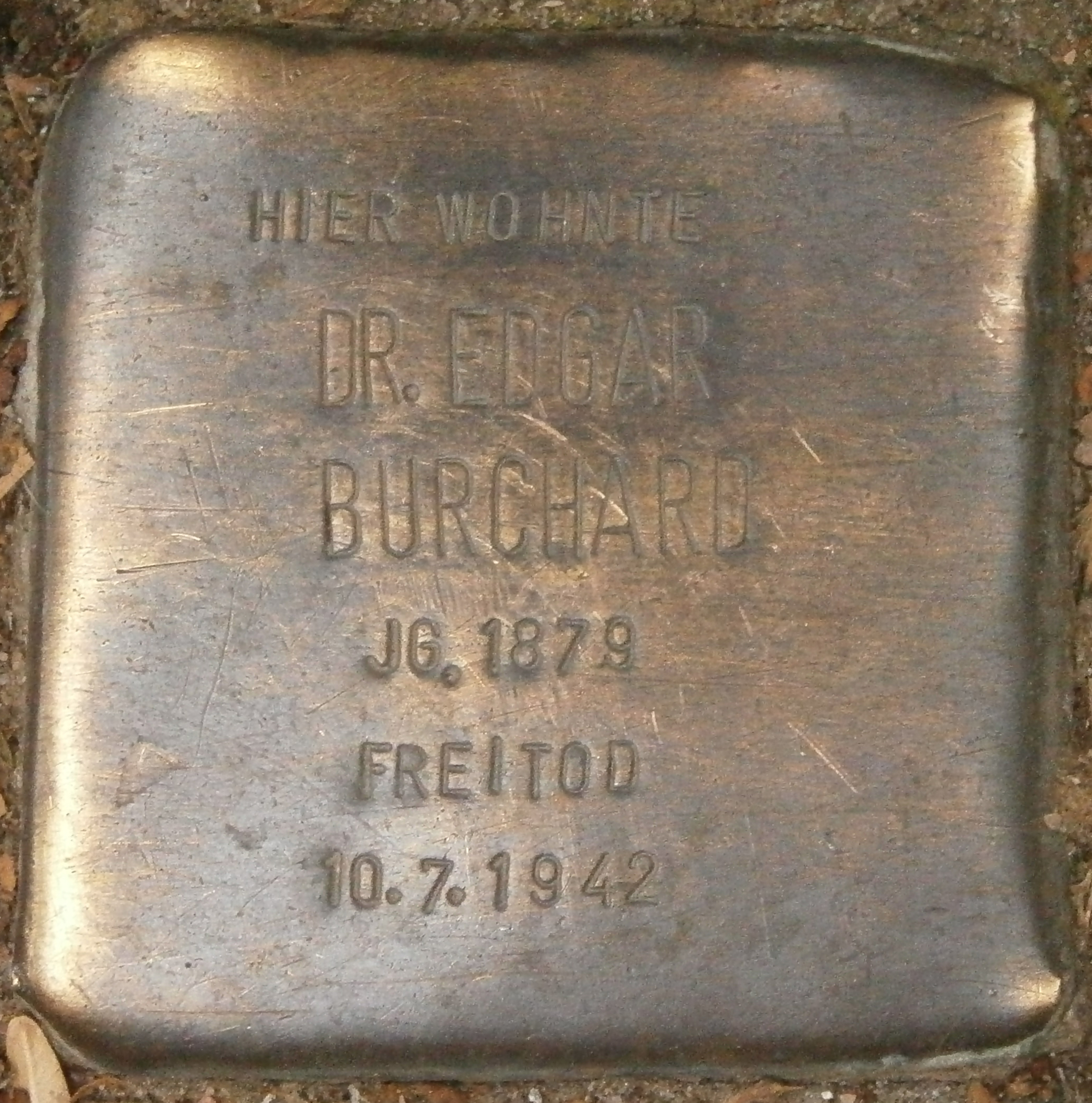
Stolperstein für Edgar Burchard (1879–1942) vor der Feldbrunnenstraße 21 in Hamburg-Rotherbaum

Am 6. Juli 1879 wurde Burchards später zum Juristen promovierter Sohn Edgar Burchard in Breslau geboren, der später in Hamburg die aus der jüdischen Familie Warburg stammende Helene „Ellen“ heiratete und mit dieser vier Kinder zeugte. Nach der Machtergreifung durch die Nationalsozialisten kam Edgar Burchard der Deportation in das KZ Auschwitz 1942 durch Selbstmord zuvor – seine Ehefrau Ellen wurde jedoch im Konzentrationslager durch Gas ermordet.
Burchards Tochter Martha heiratete am 5. Oktober 1899 in Breslau den dort tätigen Chirurgen und Autoren Hans Wagner (1868–1904).